# Gijs Vermeulen
Gijs Vermeulen (ur. 7 maja 1981) – holenderski wioślarz, srebrny medalista w wioślarskiej ósemce podczas Letnich Igrzysk Olimpijskich w Atenach.

## Osiągnięcia
- Igrzyska Olimpijskie – Ateny 2004 – ósemka – 2. miejsce[1].
- Mistrzostwa Świata – Gifu 2005 – czwórka bez sternika – 2. miejsce[1].
- Mistrzostwa Świata – Eton 2006 – czwórka bez sternika – 3. miejsce[1].
- Mistrzostwa Świata – Monachium 2007 – czwórka bez sternika – 3. miejsce[1].
- Igrzyska Olimpijskie – Pekin 2008 – czwórka bez sternika – 8. miejsce[1].